# 마쓰다 그랜드 패밀리아

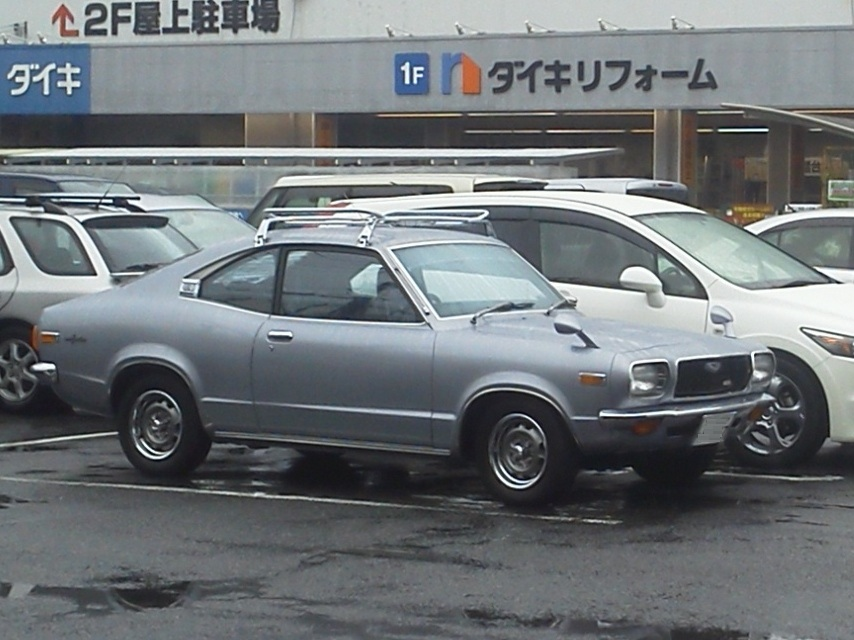
마쓰다 그랜드 패밀리아 정측면

마쓰다 그랜드 패밀리아(Mazda Grand Familia)는 일본의 마쓰다에서 1971년 9월에 출시된 승용차로, 기아자동차의 승용차인 브리사 Ⅱ, K-303의 베이스 차종이기도 하다. 바디 타입은 4도어 세단과 2도어 쿠페, 5도어 스테이션 왜건 등 3가지로 나뉘었다. 전장은 3,995mm, 전폭은 1,595mm이다. 라인업은 표준차, 디럭스, LX(2도어 쿠페는 FX), GL(2도어 쿠페는 GF) 등 4가지로 나뉘었다. 1,300cc OHC 엔진은 87마력의 성능을 자랑했다. 플로어 시프트 타입 4단 수동변속기가 기본 적용되었고, LX, 2도어 쿠페 FX, GL, 2도어 쿠페 GF는 칼럼 시프트 타입 3단 자동변속기도 선택할 수 있었다. 1972년에는 당시 판매되던 1세대 카펠라에도 적용되던 1,500cc OHC 엔진이 추가되었다. 배기 가스 규제를 충족시키지 못한채 1978년 10월에 후속 차종 없이 단종되었다.